# Верховный суд Гвинеи
Верхо́вный су́д Гвине́и (фр. Cour Suprême du Guinée) — высший судебный орган в Гвинейской Республике, осуществляющий, в том числе, конституционный контроль.
В качестве суда первой инстанции рассматривает соответствие законопроектов и международных договоров конституции страны, рассматривает ходатайства против актов Президента Республики, проверяет действительность выборов в национальную и местные ассамблеи.
Верховный суд является кассационной инстанцией для судов общей юрисдикции. Его главная задача заключается в обеспечении соблюдения законодательства, укреплении верховенства закона и демократии. Решения  суда не подлежат дальнейшему обжалованию и носят обязательный характер для органов исполнительной и законодательной власти, а также других органов.